# Sweet Lorraine
Sweet Lorraine è un singolo del gruppo musicale britannico Uriah Heep, pubblicato nel dicembre del 1972 come terzo estratto dal quinto album in studio The Magician's Birthday.
È conosciuto per il suo assolo di tastiera, eseguito da Ken Hensley. 